# .nf
A .nf a Norfolk-sziget internetes legfelső szintű tartomány azonosítója, melyet 1996-ban hoztak létre. Itt a legdrágább a második szintű tartományok regisztrálása, de még így is elterjedtebb, mint a harmadik tartományban. A következő nyitott második tartományok vannak:
- .com.nf
- .net.nf
- .per.nf
- .rec.nf
- .web.nf
- .arts.nf
- .firm.nf
- .info.nf
- .other.nf
- .store.nf